# Louvetot
Louvetot é uma comuna francesa na região administrativa da Normandia, no departamento de Sena Marítimo. Estende-se por uma área de 7,39 km². Em 2010 a comuna tinha 747 habitantes (densidade: 101,1 hab./km²).